# Улахан-Вава
Улахан-Вава — река в Восточной Сибири, правый приток реки Вилюй.
Течёт по Среднесибирскому плоскогорью, по территории Якутии, относится к бассейну Лены.
Длина реки составляет 374 км. Площадь водосборного бассейна — 12 500 км². Среднегодовой расход воды — 62 м³/с. Река замерзает в октябре и остаётся под ледяным покровом до июня. Питание снеговое и дождевое.

## Притоки
Объекты перечислены по порядку от устья к истоку.
- 30 км: Кюрюнгнэкээн
- 48 км: река без названия
- 62 км: Чургукта
- 70 км: Саджим
- 76 км: Була
- 85 км: Ирбукли
- 91 км: река без названия
- 92 км: река без названия
- 97 км: Омукчан-Ньёнджежян
- 98 км: Чохороонго
- 122 км: река без названия
- 132 км: Телидьэкит
- 145 км: Сэгэчанда
- 160 км: река без названия
- 173 км: Умоткакан
- 174 км: Майыкта-Сээнэ
- 180 км: Хайм
- 184 км: река без названия
- 207 км: Умотка
- 232 км: Соххороонго
- 251 км: Эрбукан
- 256 км: река без названия
- 266 км: река без названия
- 272 км: Сенгачанда
- 307 км: река без названия
- 321 км: Байыта
- 323 км: река без названия
- 325 км: река без названия
- 326 км: Вава
- 334 км: Майгунгдахолин